# A New World (album)
A New World là album phòng thu thứ ba của Maksim Mrvica, phát hành ngày 12 tháng 9 năm 2005.

## Các ca khúcg
1. "New World Concerto" (Antonín Dvořák)
2. "Nostradamus" (Tonči Huljić)
3. "Dido's Lament" (Henry Purcell)
4. "Tosca" (Giacomo Puccini)
5. "Desert Skies" (Tonči Huljić)
6. "Intermezzo" (Pietro Mascagni)
7. "Somewhere in Time"/"The Old Woman" (John Barry)
8. "Ride of the Valkyries" (Richard Wagner)
9. "Still Waters" (Tonči Huljić)
10. "Blue Balloon" (Joseph Brooks)
11. "Mojito" (Tonči Huljić)
12. "The Flower Duet" (Léo Delibes)
13. "Deborah's Theme" (Ennio Morricone)
Bonus material
14. "Kolibre" (backing track)
15. "Claudine" (backing track)
16. "Nostradamus" (backing track)
Enhanced element
17. "A New World" directed by Paul Bates